# Elsa Hofgren
Elsa Viola Hofgren, född 17 april 1895 i Lundby församling, Göteborgs och Bohus län, död 31 maj 1990 i Hedvig Eleonora församling, Stockholm
, var en svensk skådespelare.
Hofgren filmdebuterade 1954 i Hästhandlarens flickor. Hon är mest känd som servitrisen Hanna på Helmer Bryds café i Svenska Ords Mosebacke Monarki. Hofgren är begravd på Skogskyrkogården i Stockholm.

## Filmografi
- 1954 – Hästhandlarens flickor
- 1955 – Nattens lekar
- 1955 – Kvinnodröm
- 1955 – Flottans muntergökar
- 1956 – Sceningång
- 1956 – Ratataa
- 1967 – Mosebacke Monarki (TV-serie)
- 1967 – Roseanna
- 1968 – Flickorna
- 1972 – Nybyggarna
- 1973 – Kvartetten som sprängdes (TV-serie)